# Harpacticus nicaeensis
Harpacticus nicaeensis är en kräftdjursart som beskrevs av Claus 1866. Harpacticus nicaeensis ingår i släktet Harpacticus och familjen Harpacticidae. Inga underarter finns listade i Catalogue of Life.